# La habitación (película)
Room (Habitación en España e Hispanoamérica) es una película británica-estadounidense-canadiense-irlandesa estrenada en 2015, dirigida por Lenny Abrahamson y escrita por Emma Donoghue, basada en la novela homónima de Donoghue, que a su vez está basada en la famosa historia real de Elisabeth Fritzl, conocida el los medios como el "Caso Fritzl" o "el monstruo de Amstetten", quien fue encerrada en un sótano durante 24 años por su padre, con quien tuvo siete hijos fruto de varias violaciones. 
La película está protagonizada por Brie Larson y Jacob Tremblay. Se exhibió en la sección Presentaciones Especiales del Festival Internacional de Cine de Toronto de 2015 y posteriormente tuvo su estreno en el Festival de Cine de Telluride. La película estaba programada para tener un estreno limitado el 16 de octubre de 2015, antes de tener un estreno en todo el país el 6 de noviembre de 2015, por A24 Films.

## Argumento
Cuenta la historia de una joven madre llamada Joy Newsome, también conocida como Ma  que fue secuestrada a los 17 años, y su pequeño hijo Jack que nació en cautiverio, de cinco años, se encuentran encerrados y viven en un pequeño cobertizo situado en el patio de una casa. En la habitación no hay ventanas, tan solo un tragaluz en el techo. Durante su confinamiento allí, Ma y Jack realizan distintas actividades para no aburrirse.  Ma ha protegido a Jack de la realidad de la situación, y ve que su hijo ya tiene edad para comprender lo que en realidad les está sucediendo. Ella tiene 25 años, y lleva ocho secuestrada por "el viejo Nick". Durante el cautiverio queda embarazada por una violación y lo tiene a Jack, que es hijo de su secuestrador. Entonces Ma comienza a desarrollar un plan para poder escapar y poder dar a su hijo una vida mejor, ya que este no conocía la realidad del mundo y vivía solo con lo que veía en la televisión, es decir, poca realidad y con imaginación sobrenatural. Ma revela a Jack la verdad sobre el mundo exterior,  y le cuenta como era su vida antes de que la secuestraran cuando tenía 17 años. Ella le pide a Jack que finja hacerse el muerto para engañar al Viejo Nick y que este tome su cuerpo para enterrarlo fuera de la habitación. El Viejo Nick cree que Jack está muerto y, posteriormente, lo pone en la parte trasera de su camioneta y se va por el camino. Durante el viaje, Jack recuerda lo que su mamá le había enseñado para poder escapar y pedir ayuda, y entregar una carta a la persona que lo ayudara. Jack hace un escape cuidadosamente, pero el viejo Nick lo descubre y trata de perseguirlo para meterlo nuevamente en la camioneta. De repente, aparece un hombre por la calle que ve a Jack y trata de ayudarlo y decide llamar a la policía. El viejo Nick le quita la carta a Jack y se marcha en la camioneta. Cuando Jack está seguro en manos de la policía, Ma es rescatada del cobertizo y tiene un emotivo encuentro con su hijo. Más tarde en las noticias se revela que el viejo Nick habría sido detenido por las autoridades. Después de pasar un corto período de tiempo en el hospital, Ma lleva a Jack con ella a casa de sus padres. Jack desconocía totalmente el ambiente de su nuevo hogar y se transforma en un niño muy tímido e ignorante. También descubre que el verdadero nombre de "Ma" es Joy. Joy se reúne con sus padres y surgen los problemas entre Joy y Jack. Es así como Jack trata de luchar para adaptarse a la nueva vida fuera de la habitación donde vivían. Joy esta resentida por los ocho años que perdió mientras estaba cautiva, además de las nuevas noticias: sus padres se habían divorciado y su madre se había vuelto a casar con otro hombre, llamado Leo. Joy se siente enojada y celosa por la vida normal que sí pudieron llevar sus amigas de la adolescencia. El padre de Joy es incapaz de mirar a Jack, lo que era muy extraño e incómodo para Joy, así que ella toma del brazo a Jack y se van a dormir.  Después de una entrevista de prensa, Joy se enfrenta a preguntas difíciles acerca de los pensamientos sobre su confinamiento, algo profundamente perturbador para ella y poco después intenta suicidarse. Jack se queda con su abuela y Leo cuando Joy se encuentra en el hospital. Durante este tiempo Jack se encuentra con un perro por primera vez, tiene su primer corte de pelo (le pide a la abuela que se lo corte para salvar a su madre, pues según Jack, la fuerza se encontraba en su cabello), juega con un niño de su misma edad, y comienza a llevarse de una forma diferente con su familia. 
Joy vuelve del hospital y Jack le dice que le gustaría volver a ver la habitación donde estaban cautivos. Entonces, se dirigen a ver el lugar acompañados de policías y el pequeño se asombra al ver que era un lugar tan pequeño en el cual habían estado sin poder salir durante tantos años. Ellos entonces se "despiden" de su antiguo hogar.

## Reparto
- Brie Larson como Joy Newsome.
- Jacob Tremblay como Jack Newsome.
- Joan Allen como Nancy Newsome.
- Sean Bridgers como el viejo Nick.
- Tom McCamus como Leo.
- William H. Macy como Robert Newsome.
- Cas Anvar como el doctor Mittal.
- Amanda Brugel como la agente Parker.
- Wendy Crewson como la entrevistadora.
- Megan Park como Laura.
- Joe Pingue como el agente Grabowski.

## Producción

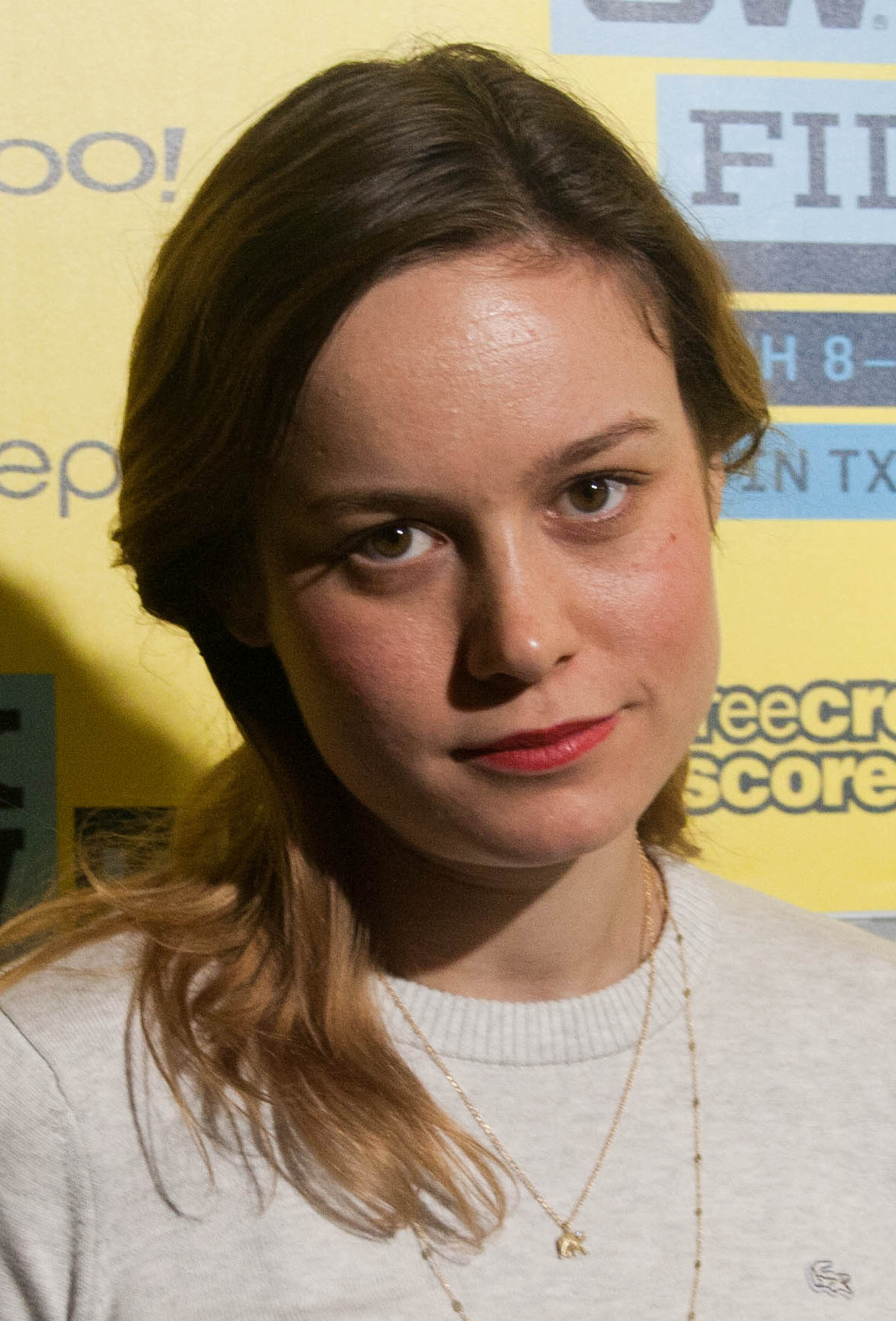
La actriz Brie Larson interpreta a Ma.

El 3 de septiembre de 2013 se anunció que Lenny Abrahamson dirigiría la película, con guion de Emma Donoghue basada en su propia novela Room. Ed Guiney la produciría a través de Element Pictures. El 9 de abril de 2014, Brie Larson se unió para interpretar el papel principal de Ma. El 10 de noviembre, Joan Allen, William H. Macy y Jacob Tremblay se unieron a la película.
El rodaje comenzó el 10 de noviembre de 2014 en la ciudad de Toronto  y terminó el 15 de diciembre de 2014. En su papel como "Ma", la actriz Brie Larson consulto con expertos y nutricionistas para poder llevar un papel más realista. Larson luego ha indicado que su nuevo personaje era en una película "con una historia de amor, libertad y perseverancia que se siente crecer y convertirse en una propia persona". Esta película marca la tercera colaboración entre la actriz Joan Allen y William H. Macy después de protagonizar previamente juntos en Searching for Bobby Fischer y Pleasantville.

## Rodaje
El rodaje de la película comenzó en noviembre de 2014 en Toronto, y terminó el 15 de diciembre de 2014.

## Lanzamiento
La compañía de distribución A24 Films, adquirió los derechos en Estados Unidos a la película. Se pudo reconocer que su estreno mundial sería el 4 de septiembre de 2015 y más también el Festival de Cine de Telluride. La película también se mostró en la sección de presentadores especiales en Festival Internacional de Cine de Toronto, en el año 2015. Luego, también recibe una presentación especial en el Festival de Cine de Londres, el 11 de octubre de 2015. La película comenzó un estreno limitado el 16 de octubre de 2015.
| Fechas de estreno (Fuente: IMDb) | |           | |
| País                             | Fecha de estreno | País      | Fecha de estreno |
| Estados Unidos                   | 4 de septiembre de 2015 (Telluride Film Festival) 25 de septiembre de 2015 (Aspen Film Festival) 14 de octubre de 2015 (Mill Valley Film Festival) 16 de octubre de 2015 (limitado) 23 de octubre de 2015 (Philadelphia International Film Festival) | Canadá    | 15 de septiembre de 2015 (Toronto International Film Festival) 28 de septiembre de 2015 (Vancouver International Film Festival) 4 de octubre de 2015 (Edmonton International Film Festival) 23 de octubre de 2015 (limitado en Toronto) |
| Reino Unido                      | 11 de octubre de 2015 (London Film Festival) 15 de junio de 2016 (limitado) | Polonia   | 16 de octubre de 2015 (Warsaw Film Festival) 15 de noviembre de 2015 (Camerimage Film Festival) |
| Turquía                          | 16 de octubre de 2015 (limitado) | Portugal  | 11 de noviembre de 2015 (Lisbon & Estoril Film Festival) 11 de febrero de 2016 (limitado) |
| Eslovaquia                       | 10 de diciembre de 2015 (limitado) | Francia   | 14 de diciembre de 2015 (Les Arcs European Film Festival) 9 de marzo de 2016 (limitado) |
| Kuwait                           | 24 de diciembre de 2015 (limitado) | Singapur  | 14 de enero de 2016 (limitado) |
| Irlanda                          | 15 de enero de 2016 (limitado) | Argentina | 21 de enero de 2016 (estreno en cines y limitado) |
| Australia                        | 28 de enero de 2016 (limitado y en cines) | Chile     | 28 de enero de 2016 (limitado) |
| Croacia                          | 28 de enero de 2016 (limitado) | Hungría   | 28 de enero de 2016 (limitado) |
| México                           | 29 de enero de 2016 (limitado) | Suecia    | 3 de febrero de 2016 (Göteborg International Film Festival) 18 de marzo de 2016 (limitado) |
| Grecia                           | 4 de febrero de 2016 | Brasil    | 18 de febrero de 2016 |
| Sudáfrica                        | 26 de febrero de 2016 | España    | 26 de febrero de 2016 |
| China                            | 3 de marzo de 2016 (limitado inicialmente en Hong Kong) | Italia    | 3 de marzo de 2016 (limitado) |
| Países Bajos                     | 3 de marzo de 2016 (limitado) | Finlandia | 4 de marzo de 2016 (limitado) |
| Alemania                         | 17 de marzo de 2016 (limitado) | Dinamarca | 17 de marzo de 2016 (limitado) |
| Japón                            | 8 de abril de 2016 (limitado) |           | |

### Formato DVD
Room ha sido lanzada en formato DVD y Blu-ray, en Estados Unidos, desde el 1 de marzo de 2016 con estimación para el mes de julio que sería vendido y exportado para distintas partes del mundo.

### Taquilla
A partir del 26 de enero de 2016 se calcula una estimación recaudado de un total de $ 9.1 millones en todo el mundo, ya que algunos países han comenzado a proyectar la película especialmente en festivales internacionales.

## Recepción

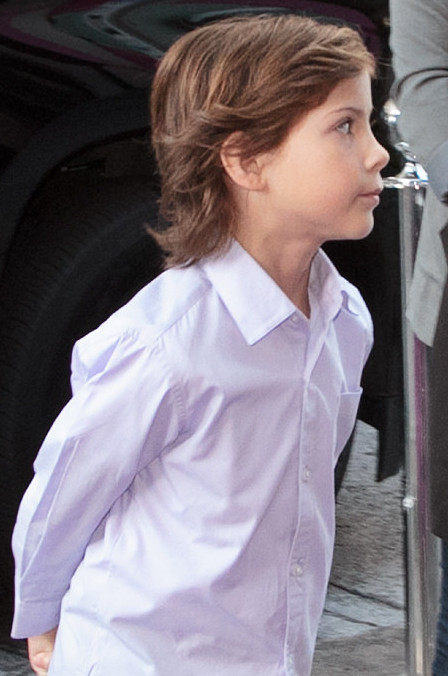
El joven actor "Jacob Tremblay" interpreta a Jack.

Room ha recibido críticas positivas, Metacritic le da a la película una media ponderada puntuación de 86 sobre 100, basadas en los comentarios de los críticos, lo que indica "aclamación universal". Una de las opiniones que se demostraron fue en la página web oficial de Rotten Tomatoes, llegando a calificar con un total de 94 % basándose en 239 comentarios. La calificación promedial fue de 8,4 puntos de 10. Algunos críticos del sitio pudieron describir la actuación de Brie Larson y Jacob Tremblay, lo que hizo notar de la película en una historia inolvidable y desgarradora.
Todd McCarthy de The Hollywood Reporter escribió: "Es una película decente en un alto objetivo, el crédito se debe a los actores principales, con Larson es una expansión más allá de la gama, muy considerable y también muy dimensional con un papel que tiene un buen funcionamiento y Tremblay llega a convencer sin poder llegar a ser empalagoso".
Eric Kohn de Indiewire declaró más tarde, "Brie Larson y el recién llegado Jacob Tremblay... tienen actuaciones que pueden convertir en circunstancias escandalosas en una supervivencia tensa y sorprendentemente creíble". Richard Roeper miembro del Chicago Sun-Times llamó a la película "La más impresionante pieza de cine que he visto en 2015, y una de las mejores películas de la década".
Los miembros de UIP (United International Pictures) de Argentina, nombró a "Room" como "una película cargada de suspenso y profundamente emotiva, es una exploración única e inesperadamente tierna sobre el amor sin límites entre una madre y su hijo en las peores circunstancias" y también dijo "muestra el inquebrantable poder del amor familiar incluso en la más oscura de las circunstancias. Seguramente tendrá un lugar entre las películas más enternecedoras que muestran el vínculo entre padres e hijos".

## Recomendaciones con la misma temática
- Nunca olvides que te quiero (libro)

## Reconocimiento
Room ha recibido una cantidad numerosa de premios y nominaciones. Brie Larson en particular, ha sido señalada por los premios, con el Asociación de Críticos de Cine de Chicago, y varias otras organizaciones de críticos de cine de adjudicación con el galardón de mejor actriz. Larson también ha recibido nominaciones para el Premio de la Crítica, Screen Actors Guild, y ganó el Globo de Oro y el Premio Óscar a la mejor actriz. Emma Donoghue, encargada del guion, y Jacob Tremblay también han sido aclamados por la crítica. Además, Room recibió 4 nominaciones a los premios de la Academia celebrados el 28 de febrero de 2016, de los cuales, uno fue a parar a Brie Larson como mejor actriz principal.

### Top 10 en la lista
Room ha sido posicionada en primer puesto en los siguientes;
| - 1° – Richard Roeper, Chicago Sun-Times - 1° – David Crow, Den of Geek - 2° – Perri Nemiroff, Collider - 2° – Liz Shannon Miller, Indiewire - 3° – Chris Nashawaty, Entertainment Weekly - 3° – Drew McWeeny, HitFix - 4° – Bill Goodykoontz, Arizona Republic - 4° – Katie Rife, The A.V. Club - 4° – Peter Rainer, Christian Science Monitor - 5° – Stephen Schaefer, Boston Herald - 5° – Marc Doyle, Metacritic - 5° – Lou Lumenick, New York Post | - 6° – Josh Kupecki, Austin Chronicle - 6° – Scott Feinberg, The Hollywood Reporter - 6° – Matthew Jacobs, Huffington Post - 8° – Rick Bentley, Fresno Bee - 8° – Connie Ogle, Miami Herald - 8° – Jeff Baker, The Oregonian - 9° – Tom Long, The Detroit News - 10° – Don Kaye, Den of Geek - 10° – WatchMojo.com - Top 10 (ranking alfabético) – Jeff Simon, The Buffalo News - Best of 2015 (ranking alfabético) – Kenneth Turan, LA Times |